# MV Privat
MV Privat was de naam waaronder het wegrace-team van MV Agusta soms optrad.
MV Agusta had in 1957 met Moto Guzzi, Gilera en FB Mondial afgesproken dat ze zich allemaal zouden terugtrekken uit de racerij. Voor drie van deze merken gold dat de baten niet opwogen tegen de kosten. MV Agusta was echter geen echt motorfietsmerk. Het was meer een hobby van Domenico Agusta, eigenaar van de helikopterfabriek Agusta.
Agusta besloot zich niet aan de afspraak te houden en gewoon te blijven racen. Het kon door het nu ontbreken van concurrerende fabrieksteams de zware (350 cc en 500 cc) domineren.
In 1961 besloot Domenica Agusta om de machines tijdens het seizoen ineens om te dopen tot "MV Privat", mogelijk om de indruk te wekken dat het een privéteam betrof en dat rijder Gary Hocking privérijder was. Zo reden de machines het seizoen 1961 uit, maar daarna veranderde de naam weer in "MV Agusta". In 1964 werden ze soms weer als "MV Privat" ingezet.